# 楊家佳
楊家佳（2000年9月21日—）為臺灣女子籃球運動員，場上位置為中鋒。她出身仁武國中與滬江高中，大學最初就讀於世新大學，但大一未進入18人名單於是休學，花了一年考進臺北市立大學從大一讀起，2022年7月在WSBL選秀第一輪獲得台元女籃青睞。

## 外部連結
- 楊家佳在Eurobasket.com（球員）（英语）